# Geron lasiocornis
Geron lasiocornis är en tvåvingeart som först beskrevs av Hesse 1938.  Geron lasiocornis ingår i släktet Geron och familjen svävflugor. Inga underarter finns listade i Catalogue of Life.